# جامع عدي بن حاتم الطائي
جامع عدي بن حاتم الطائي هو جامع يقع في مدينة حائل في المملكة العربية السعودية، يتميز هذا المسجد بمئذنته التي يصل ارتفاعها إلى 44 متر.

## البناء
إستغرق بناء جامع عدي بن حاتم الطائي سنة وسبعة أشهر، وبلغت قيمة تكاليف البناء أكثر من ثلاثة ملايين وستمائة ألف ريال سعودي، يوجد في الجامع مصلى خاص للنساء يتكون من دورين، ويوجد في الجامع مايقارب من 10 دورات مياه، روعي فيها فئة ذوي الاحتياجات الخاصة، يمتاز الجامع بارتفاع سقفه الذي يبلغ 8 أمتار، ومنارته التي يبلغ ارتفاعها 44 متر من سطح الأرض، ويحوي المسجد على عدد من وحدات التكييف بلغت 31 وحدة، تبلغ سعة الجامع 1.000 مصلي، وكان لمؤسسة سليمان بن عبد العزيز الراجحي الخيرية دور في بناء الجامع، يقيم الجامع دورة علمية بالإضافة لافتتاحه حلقات لتحفيظ القرآن الكريم.

## الافتتاح
افتتح جامع عدي بن حاتم الطائي في 1 جمادى الأولى 1435 هـ الموافق 3 مارس 2014، في حي المنتزه الشرقي بمدينة حائل، وعلى بعد بضعة كيلومترات من موقدة حاتم الطائي التي كان يشعلها لضيوفه، والتي تقع في قمة جبل السمراء شرقي حائل، وأصبح المسجد يسترعي انتباه أهالي حائل بسبب طول مئذنته التي تبلغ 44 متر.

## وصلات خارجية
- البوم صور المسجد